# George Miok
George Miok (vagy Miok György, 1981. május 18. – 2009. december 30.) magyar származású kanadai katona volt. 2009. december 30-án Afganisztánban járőrözés közben társaival együtt életét vesztette. Kanadai békefenntartó-éremmel, NATO-éremmel és Délnyugat-ázsiai szolgálati éremmel volt kitüntetve.

## Élete
Miok György második generációs magyarként született a kanadai Edmontonban. Apja Miok Illés (Zentáról), anyja Anna (Veszprém megyéből), három testvére volt, Michael, John és László. Nem volt nős és nincs gyereke sem.
Tanárként dolgozott a St. Cecilia középiskolában, hittant, matematikát, testnevelést oktatott a hetedikeseknek. Az edmontoni magyar közösség tagja volt, beszélt magyarul is, a helyi magyar tánccsoport tagja is volt.

## Katonai pályája
Apja nyomdokait követve lépett be a kanadai hadseregbe, 17 évesen. 2002-ben Boszniában szolgált az SFOR-ban, majd 2005-ben járt első alkalommal Afganisztánban. A 41. műszaki ezred tagjaként a NATO Tartományi Újjáépítési Csoportjában (PRT) szolgált Afganisztánban. 2009-től szolgált újra Afganisztánban, szolgálata 2010 márciusáig tartott volna. 2009. december 30-án helyi idő szerint délután 4 órakor történt Kandahár városától mintegy 4 kilométerre délre egy páncélozott járművel járőröztek, mikor a jármű alatt pokolgép robbant. György mellett másik három katona és egy kanadai újságíró is meghalt. Ő volt a 135. kanadai katona, aki az ázsiai országban életét vesztette.